# Кашмир (Иран)
Кашмир (перс. كشمير‎, также романизируется как Kashmīr) — деревня в сельском округе (дехестане) Пивешк, в районе (бахш) Лирдаф области (шахрестан) Джаск, провинции (остан) Хормозган (Иран). Во время переписи 2006 года её население составляло 241 человек, насчитывалось 62 семьи.

## География
Деревня Кашмир находится в провинции Хормозган, которая граничит с Персидским заливом и Оманским заливом на юге Ирана. Кашмир входит в состав дехестана Пивешк, который является частью бахша Лирдаф в шахрестане Джаск. Провинция Хормозган расположена в южной части страны, напротив Омана и Объединённых Арабских Эмиратов через Ормузский пролив.
Кашмир расположен рядом с другими деревнями сельского округа Пивешк, такими как Таратекан (4 км к северо-западу) и Захрикар (5 км к западу). Эти деревни имеют схожие географические характеристики, учитывая их близость и принадлежность к одному сельскому округу. Другие населённые пункты в Пивешке, такие как Комбаки и Каши, также находятся в этом районе.
Провинция Хормозган характеризуется преимущественно горным рельефом, включающим южную оконечность хребта Загрос. Область Джаск, частью которой является район Лирдаф, сочетает прибрежные равнины вдоль Оманского залива с внутренними горными районами.
Климат провинции Хормозган описывается как горячий и влажный, аридный и полуаридный, с мягкими зимами и жарким летом. Прибрежные районы, включая область Джаск, испытывают высокую влажность и температуры, особенно в летние месяцы.

## Население
Согласно данным национальной переписи населения Ирана 2006 года, в деревне Кашмир проживало 241 человек в 62 домохояйствах. Переписи населения Ирана проводились в 2011 и 2016 годах, однако данные на уровне отдельных деревень, таких как Кашмир, не публикуются в открытых источниках.

## Экономика
Кашмир, как и другие деревни в дехестане Пивешк, зависит от традиционных видов экономической деятельности, таких как рыболовство, мелкое сельское хозяйство (например, выращивание фиников) и животноводство, учитывая прибрежное и полупустынное расположение Хормозгана.